# Liu Hsziang (tudós)
Liu Hsziang (Liu Xiang) (adott neve: Ce-cseng (Zicheng) 子政) a Nyugati Han-dinasztia idején élt kiváló tehetségű és sokoldalú tudós és állami hivatalnok. Filológusi, bibliográfusi és történészi munkássága is örökérvényű. Egyik legnagyobb érdeme a császári könyvtár állományának elrendezése, és annak katalógusának összeállítása. Emellett számos klasszikus kínai mű szerkesztése is az ő nevéhez köthető.

## Származása, családja
Liu Hsziang (Liu Xiang) a Han-dinasztia alapítójának, Liu Pang (Liu Bang) távoli leszármazottja volt, így az uralkodó Liu család tagjai közé tartozott. Az apja még márki rangot viselt. A fia, Liu Hszin (Liu Xin) folytatta az általa megkezdett családi hagyományt és elvitathatatlan matematikai, csillagászati érdemeivel tudósként szerzett nevet magának. Felmenői között volt Liu An, aki Huajnan (Huainan) hercegeként a Huaj-nan-ce (Huainanzi) című, nagy jelentőségű filozófiai traktátus szerzője.

## Élete
Liu Hsziang (Liu Xiang) Jüan (Yuan) császár (Han Jüan-ti (Han Yuandi) 漢元帝) uralkodása idején (i. e. 48–33) tagja azon konfuciánus hivatalnokokból álló csoportnak, akik korlátozni akarták a császárhoz női ágon kötődő családoknak, a Si (Shi)knek (石) és a Hszü (Xu)knek (許) a befolyását. Ám végül a két nagyhatalmű eunuchhal, Hung Kung (Hong Gong)gal (弘恭) és Si Hszien (Shi Xian)nel (石顯) szemben alulmaradtak, és Liu Hsziang (Liu Xiang)ot társaival együtt bebörtönözték. Rövid idő múlva ugyan visszanyerte a szabadságát, de mintegy tizenöt évig nem jutott hivatalnoki kinevezéshez.
Cseng (Cheng) császár (Han Cseng-ti (Han Chengdi) 漢成帝) (ur. i. e. 33–7) trónra lépése után, a hatalmi erőviszonyok átrendeződésének köszönhetően ismét folytatódhatott Liu Hsziang (Liu Xiang) hivatalnoki karrierje. I. e. 26-ban a császár úgy rendelkezett, hogy szervezze meg a császári könyvtár hatalmas állományának rendezezését, és készítse el annak bibliográfiai katalógusát. Liu Hsziang (Liu Xiang) mintegy 20 éven át, egészen az i. e. 6-ban bekövetkezett haláláig dolgozott a feladaton, de munkáját majd csak a fia, Liu Hszin (Liu Xin) (i. e. 50 – i. sz. 23) fejezte be.

## Munkássága
Liu Hsziang (Liu Xiang) nevéhez fűződik az első kínai bibliográfiai mű, a Pie-lu (Bielu) (別錄 / 别录) című katalógus, amelyben a császári könyvtár állományát katalogizálta, és amely, valamivel több mint egy évszázad múlva elsődleges forrásul szolgált a Han su (Han shu) bibliográfiai szakaszának, a Ji-ven-cse (Yiwenzhi) összeállításához.
Ő volt a Hegyek és vizek könyvének név szerint ismert első szerkesztője. Zseniális szerkesztői tehetségének további gyümölcsei a A hadakozó fejedelemségek intrikái című anekdotikus történeti mű, vagy a moralizáló példatörténetek gyűjteményei: az Új összeállítás és a Beszélgetések kertje. Olyan életrajzi gyűjtemények összeállítása is neki köszönhető, mint a Kiváló asszonyok életrajzai és a taoista szentek hagiográfiája, a A kiváló szentek életrajzai.
Liu Hsziang (Liu Xiang) költőként is nevet szerzett, neki tulajdonítják a Csu (Chu) elégiái antológiában fennmaradt „Kilenc panasz” (Csiu tan (Jiu tan) 九歎 / 九叹) című versciklust.

## Lásd még
- Csan-kuo cö
- Suo jüan